# Sta. Maria (Pontresina)

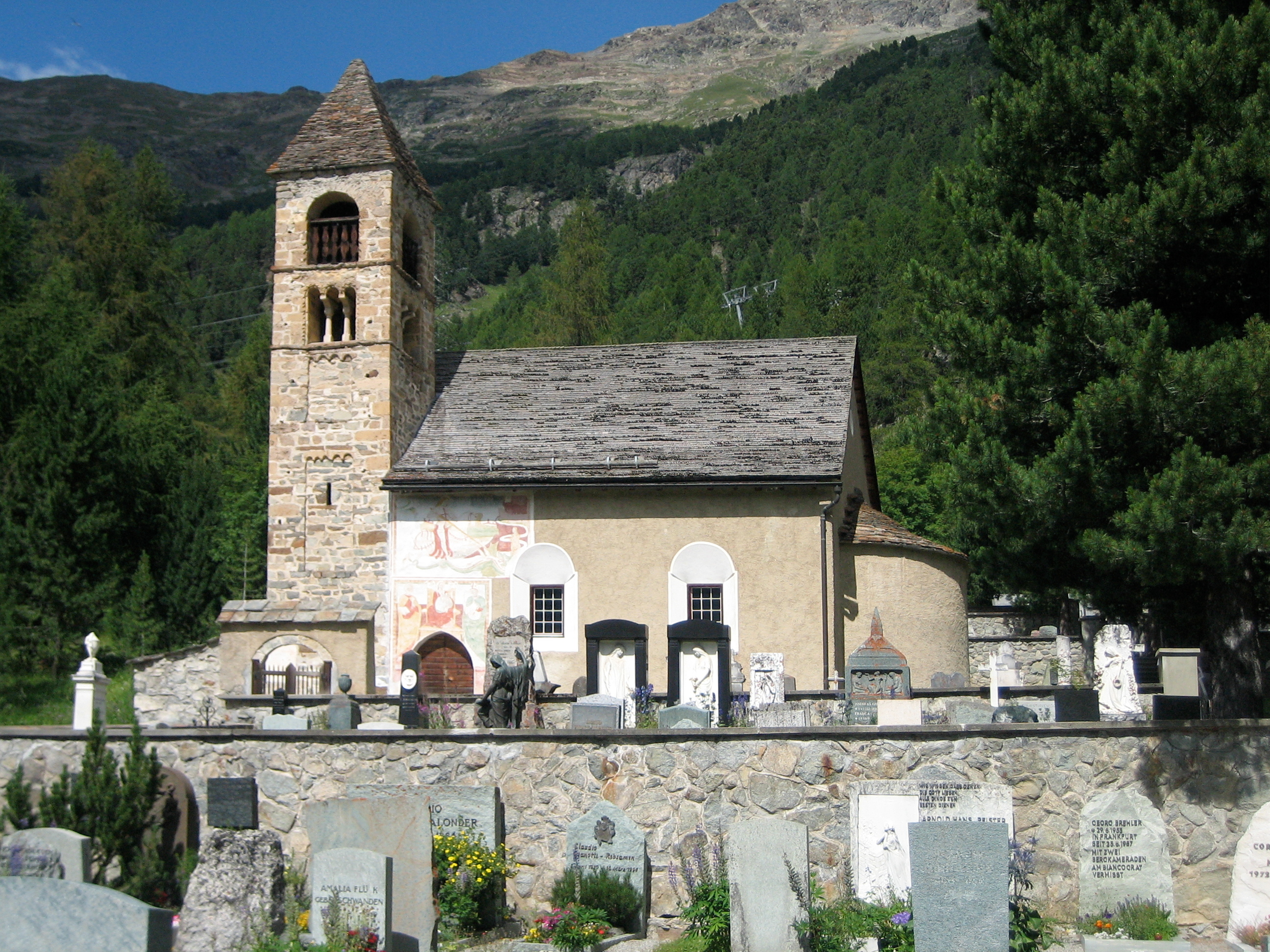
Kirche Sta. Maria

Die Kirche Sta. Maria steht oberhalb von Pontresina im Oberengadin in der Nähe des  Burgturms Spaniola.

## Besitz
Die Kirche gehört der politischen Gemeinde Pontresina und wird für Abdankungen und Hochzeiten genutzt.

## Ausstattung
Berühmt ist Sta. Maria wegen der Fresken aus dem 12. und 15. Jahrhundert, die alle vier Kirchenwände durchgehend ausschmücken. Im Chorraum ist Jesus Christus als Pantokrator dargestellt, die Hand zum Friedensgruss erhoben.

## Geschichte
Sta. Maria war im Oberengadin die Kirche jener Kirchgemeinde, in der die Reformation zuerst Fuss fasste. Seit 1640 ist die Kirche von San Niculò Pfarrkirche der Gemeinde. Sie ist eine der Kirchen, die den Saumpfad vom Rheintal nach Italien (Po-Ebene) flankieren, wie auch z. B. San Romerio bei Brusio, San Pietro bei Poschiavo oder Santa Perpetua in Tirano.

## Friedhof
Die Kirche umgibt der mehrfach erweiterte Dorffriedhof. Rund um die Kirche liegen die Gräber von Bergführern, darunter auch dasjenige des Jägers und Bergführers Gian Marchet Colani. Oft aufwändig gestaltet sind die Gräber der Pontresiner Hoteliersfamilien wie Enderlin, Gredig, Klainguti, Saratz (Gian Saratz), Stiffler oder Stoppany.